# 元仁宗
元仁宗愛育黎拔力八達（藏語：ཨཡུརྤརྦཏཿ།，威利转写：a yu par pa ta，1285年4月9日—1320年3月1日，梵语意为寿山），中国元朝第4位皇帝及蒙古帝国第8位大汗，于公元1311年4月至1320年3月在位，共计近9年。
元仁宗早年助兄长海山即位，被海山立为皇太子（元朝的皇位继承人一律称皇太子），相约兄终弟及，叔侄相传。武宗逝世后，其即位，前后使用年號皇慶、延祐。
去世后，諡號聖文欽孝皇帝，廟號仁宗，蒙古語稱號普顏篤皇帝（又譯巴顏圖可汗。

## 倾心儒学
至大四年正月初八日（1311年1月27日），元武宗病逝。至大四年三月十八日（1311年4月7日），元仁宗在大都大明殿即位。
仁宗自幼熟讀儒籍，傾心釋典。他从十几岁起就师从著名儒士李孟，儒家的伦理和政治观念对他有很强的影响。他在登基称帝之前，先后在身边任用的有王约、赵孟頫、张养浩等汉儒和很多艺术家以及翻译家和散曲作家。
仁宗不仅能够读、写汉文，还能鉴赏中国书法与绘画，此外他还非常熟悉儒家学说和中国历史。
仁宗下诏下令將《貞觀政要》、《帝範》、《資治通鑒》和儒家经典《尚书》、《大学衍义》等書翻译成蒙古文并刊行天下，令蒙古人、色目人誦習。
仁宗支持下刊行天下的汉文著作包括：儒家经典《孝经》、《烈女傳》、《春秋纂例》、《辨疑》、《微旨》以及元朝官修农书《农桑辑要》。

## 恢复科举
1234年起，蒙古帝国灭金朝、控制中原地区之后需要大量人才治理国家。1237年秋八月，元太宗窝阔台根据中书令耶律楚材的建议下诏开科取士，诸路考试均于1238年（戊戌年）举行，史称“戊戌选试”；这次考试共录取东平杨奂等4030人，皆为一时名士，朝廷得到了需要的各方面的人才，但后来因“当世或以为非便，事复中止”。在此之后，定宗（贵由）、宪宗（蒙哥）、世祖、成宗、武宗等朝，朝廷多次讨论恢复科举，但因为多种原因一直没能实现。
皇庆改元（1312年）仁宗将其儒师王约特拜集贤大学士，并将王约、李孟“兴科举”的建议“著为令甲”（《元史》列传第六十五王约）。皇庆二年（1313年）农历十月，仁宗要求中书省议行科举。中书省官员建议只设德行明经一科取士，仁宗同意。
皇庆二年农历十一月十八日（1313年12月6日），元仁宗下诏恢复科举，以朱熹集注的《四书》，即《四书章句集注》为所有科举考试者的指定用书，并以朱熹和其他宋儒注释的《五经》为汉人科举考试者增试科目的指定用书。指望中举的读书人必须熟读，不得另外解释。明清两朝沿用该做法。
这一变化最终确定了程朱理学在今后600年里的国家正统学说地位，因为后来明清两朝的科举取士基本上沿袭元朝的科举制度及实施办法，并在此基础上进一步加以发展、充实和完善。
中书省对于乡试、会试（“会试”之名亦始见于金朝）、殿试的举行时间，每次考试的录取人数、考试内容、考官来源、各行省的乡试录取名额分配、考试过程中的考场纪律等都做了详细的规定。
乡试，每三年一次，都是在八月二十日举行，全国共在17个省级区域设17处乡试科场，按照不同的地方的人口和民族进行名额分配，从赴试者中选300名合格者次年二月到大都参加会试。值得注意的是，高麗王朝所在的征东行省也有乡试科场，并在300名乡试中选者中有3人的名额。
延祐元年（1314年）农历八月二十日，全国举行乡试，一共录取三百人。
延祐二年（1315年）农历二月初一日，三百名乡试合格者在大都举行会试第一场，初三日第二场，初五日第三场，取中选者一百人。
延祐二年（1315年）农历三月七日，一百名会试中选者在大都皇宫举行殿试（廷试），最终录取护都答儿、张起岩等五十六人为进士。
当元仁宗在1313年下诏恢复科举时，距离元太宗窝阔台在1238年的“戊戌选试”已经有75年，史稱“延祐復科”；至此天下读书的士人再次获得以科举方式晉身做官的途徑，方便了不同社会阶层之间的流动，缓和了社会矛盾。
从1315年元仁宗开科取士到1368年元順帝逃离大都使元朝垮台形成北元为止，科举每三年一次，元朝一共举行了16次科举考试，考中进士的共计1139人（中间因为因为元順帝时期丞相伯颜擅权，执意废科举，1336年科举和1339年科举停办），国子学积分及格生员参加廷试录取正副榜284人，总计为1423人。

## 延祐经理
延祐元年（1314年），元仁宗下诏在江浙、江西、河南等三行省地进行田产登记，清查田亩，以增加国家税收，但是当1314年农历十月经理正式实行时，由于官吏对此上下其手导致的执行不力，很多富民通过贿赂官吏隐瞒田产，很多贫苦农民和有田富民则被官吏乱加亩数，广大农民深受其害，最终导致1315年江西赣州蔡五九起义，虽然两个月中就被平定，但是元仁宗迫于形势，不得不停止经理，并减免所查出的漏隐田亩租税。「延祐经理」以失败告终。

## 风宪宏纲
元仁宗即位后，“以格例条画有关于风纪者，类集成书，”编修成一部专门的监察法规《风宪宏纲》，并命监察御史马祖常作《风宪宏纲序》。
元順帝至元二年（1336年），在增订《风宪宏纲》的基础上，将有关御史台典章制度汇编为《宪台通纪》。

## 大元通制
至大四年（1311年）三月元仁宗即位不久，允中书所奏，“择耆旧之贤、明练之士，时则若中书右丞伯杭、平章政事商议中书刘正等，由开创以来政制法程可著为令者，类集折衷，以示所司，”分为制诏、条格、断例三部分：此外将介于《条格》、《断例》之间的内容编成成别类。
延祐三年（1316年）五月，书成。书成之后，又命“枢密、御史、翰林、国史、集贤之臣相与正是，凡经八年而是事未克果。”
至治三年二月十九日（1323年3月26日），元英宗最终审定，命名《大元通制》，颁行天下。全书共88卷，2539条。
《大元通制》是继《至元新格》之后元朝的第二部法典，现在只有条格的一部分(22卷，653条)流传下来，称为《通制条格》。

## 内外政绩
在位期間，减裁冗员，整顿朝政，推行“以儒治國”政策。
又出兵西北，击败察合台后王也先不花。

## 打破叔侄相传
元朝历代皇帝中，仁宗是对元朝较有贡献和有一番作为的其中一位（其他几位較有作為的分别是元世祖、元成宗、元英宗和元文宗）。
仁宗后将武宗之長子和世㻋徙居云南，立自己兒子碩德八剌为皇太子，打破叔侄相传的誓約。這個做法導致後來元朝長達二十年的政治混亂及宮廷鬥爭。

## 去世
延祐七年正月二十一日（1320年3月1日），元仁宗在大都光天宫驾崩，享年三十六岁（虚龄），其英年早逝可能和好酒伤身有关。

## 尊谥庙号
延祐七年八月初十日（1320年9月12日），元英宗为父亲愛育黎拔力八達上諡號聖文欽孝皇帝，廟號仁宗，蒙古語稱號普顏篤皇帝。
《仁宗皇帝谥册文》，内容如下：
维延祐七年，岁次庚申、八月丁未朔、越十日丙辰，孝子嗣皇帝臣某谨再拜稽首言：

臣闻观其谥而知其行，著王者之丕称；禋于庙而诔于郊，实邦家之彝典。虽天地之大，莫能拟议；而臣子之情，宜极形容。爰体至公，式扬景铄。钦惟大行皇帝聪明冠古，勇智自天。初大德之陟遐，生内衅于不测。乃从潜邸，独运圣谟，正神器于几危，定乾维而重构。丰功盛烈，奋立一时；伟望英声，扬溢四海。寻被武皇之历试，纳于大麓以弗迷。由母弟之懿亲，膺元良之重寄。取法裕庙，王鬯之道隆；奉养东朝，因心之孝全。及嗣历服，益见猷为。月恒日升，廓昭代文明之治；海涵春煦，推圣人博爱之仁。至于敦劝农桑，不嗜田猎。每覆奏于庶狱，必恻怛于宸衷。肇设制科以待天下之士，特旌死节以励天下之忠。临御十年，始终一德。身卫斯文而不倦，人由其道而莫知。克谨持盈，谅多遗美。属升崇于吉祔，用袛荐于鸿名。上以慰在天之灵，下以协造庭之请。是诹刚日，备举缛仪，谨遣太尉某官某，奉玉册玉宝，上尊谥曰圣文钦孝皇帝，庙号仁宗。

伏冀睿灵，俯垂歆鉴，流光有水，锡羡无疆。

## 仁宗实录
延祐七年十一月初九日（1320年12月9日），元英宗敕翰林国史院纂修《仁宗实录》。
至治三年二月初四日（1323年3月11日），翰林国史院向元英宗进呈《仁宗实录》。《仁宗实录》，包括《仁宗皇帝实录》60卷，《事目》17卷，《制诏录》13卷，总计90卷。明朝初年史官修《元史》，参照实录修成《仁宗本纪》3卷，《仁宗实录》今已失传，其主干内容保存在《仁宗本纪》中。
翰林国史院《进实录表》，内容如下：
十年御极，聿修四系之编；亿载扬休，殊乏三长之笔。袛成信史，上彻宸旒。洪惟仁宗圣文钦孝皇帝，仁静根心，温恭合德。诗书造士，阐学制以设科；法律为师，严官规而限禄。诹经作则，稽古鉴今，蓍龟定主鬯之公，棫朴蔼奉璋之众。宜登琬琰，永秘缣缃。钦惟继天体道敬文仁武大昭孝皇帝陛下，慕切羹墙，令行金石。率时昭考，摭言行以无遗；迪惟前人，继圣明而有造。臣等尊闻传信，竭思纂题。阅历岁年，已深惭于尸素；经纬日月，期不朽于汗青。臣某等所编成《仁宗皇帝实录》六十卷，《事目》一十七卷，《制诏录》一十三卷，总计九十卷，用黄罗袱封全，谨具进呈。

## 家庭

### 父母
- 答剌麻八剌，1286年真金太子去世后元世祖本打算立为皇太子，但因病1292年去世，1307年元武宗追尊为皇帝，为答剌麻八剌上廟號順宗，汉文諡號昭聖衍孝皇帝。
- 答己王妃，1307年元武宗登基后尊为皇太后，1311年元仁宗登基后继续尊为皇太后，1320年元英宗登基后尊为太皇太后，1322年病逝，1323年元英宗上谥号昭献元圣皇后。

### 兄弟姐妹
- 大哥 阿木哥，郭妃所生，1307年元武宗即位，封为魏王，赐兽纽金印。1311年元仁宗赐钞二万锭，1312年，赐庆元路定海县六万五千户为食邑。不久因为获罪贬谪到高丽耽罗岛，后来贬谪到高丽大青岛，后来因涉嫌谋反被贬谪到山西大同。1324年，元泰定帝将阿木哥召回京师，1324年六月去世。长子阿鲁，1330年被元文宗封为西靖王，出镇陕西；次子孛罗帖木儿，1324年袭封魏王，1353年在河南因为疏于防范被红巾军所杀。
- 二哥 元武宗海山，生母答己王妃，1307年即位称帝，1311年去世。
- 鲁国公主 祥哥剌吉（约1283-1331年），生母答己王妃，下嫁碉阿不拉，1307年元武宗即位，封鲁国大长公主，1311年元仁宗即位，进号皇姐大长公主。热衷书画收藏，有“皇姊图书”印，中国历史上第一位女收藏家。

### 妻妾
- 阿纳失失里皇后，弘吉剌氏，1322年元英宗上谥号庄懿慈圣皇后，1327年元泰定帝改谥宣慈惠圣皇后
- 答里麻失里皇后，金氏，高丽人
- 伯颜忽笃皇后，王氏，高丽人

### 子女
- 长子：元英宗硕德八剌，生母是阿纳失失里皇后
- 次子：兀都思不花
- 鲁国公主 阔阔伦，下嫁脱罗本

## 相關史料
- 《大元圣政国朝典章》，简称《元典章》，元英宗在位后期（1322年—1323年）官修政书，收录1234年—1322年元朝各地地方官吏会抄的有关政治、经济、军事、法律等方面的圣旨条画、律令格例以及司法部门所判案例的汇编，分为前集和新集，史實多為《元史》所不載。
- 《大元通制》，1323年元英宗颁布的元朝第二部法律，现存残本收录1234年—1316年元朝官方颁布的关于法律方面的圣旨条画、律令格例以及司法部门所判案例的汇编，史实多为《元史》所不载。
- 《至正条格》，1346年元順帝颁布的元朝第三部法律，现存残本收录1260年—1344年元朝官方颁布的关于法律方面的圣旨条画、律令格例以及司法部门所判案例的汇编，史实多为《元史》所不载。
- 《元史·仁宗本紀》 （页面存档备份，存于），明朝官修正史
- 《新元史·仁宗本纪》 （页面存档备份，存于），民国官修正史
- 《续资治通鉴》 （页面存档备份，存于），清朝史学家毕沅撰写。
- 《元史类编》，清朝史学家邵远平撰写。
- 《元史新编》，清朝史学家魏源撰写。
- 《元书》，清朝史学家曾廉撰写。
- 《蒙兀儿史记》，清末民初史学家屠寄撰写。

## 評價
- 明朝官修正史《元史》宋濂等的評價是：“仁宗天性慈孝，聪明恭俭，通达儒术，妙悟释典，尝曰：‘明心见性，佛教为深；修身治国，儒道为切。’又曰：‘儒者可尚，以能维持三纲五常之道也。’平居服御质素，澹然无欲，不事游畋，不喜征伐，不崇货利。事皇太后，终身不违颜色；待宗戚勋旧，始终以礼。大臣亲老，时加恩赉；太官进膳，必分赐贵近。有司奏大辟，每惨恻移时。其孜孜为治，一遵世祖之成宪云。”[33]

- 清朝史学家邵远平《元史类编》的評價是：“册曰：立极电扫，稗政悉除；设科辍猎，屏言利徒；澹然无欲，十年罔渝；是惟令主，信史用书。”[34]

- 清朝史学家毕沅《续资治通鉴》的評價是：“帝天性恭俭，通达儒术，兼晓释典，每曰：‘明心见性，佛教为深；修身治国，儒道为大。’在位十年，不事游畋，不喜征伐，尊贤重士，待宗戚勋旧，始终有礼。有司奏大辟，每惨恻移时。其孜孜为治，一遵世祖成宪云。”[35][36]

- 清朝史学家魏源《元史新编》的評價是：“武仁授受之际，无可议者，仁宗初政，首革尚书省敝政，在位九年，仁心仁闻，恭俭慈厚，有汉文帝之风。惟武宗初约，由帝传位己子和世㻋而后及于英宗。及武宗崩，仁宗立，乃出封和世㻋于云南，而立子硕德八剌为太子。虽迫于皇太后之命，而已不守初约矣。和世㻋不之云南而举兵赴漠北，又不予以总兵和林之任，于是英宗被弑而泰定以晋王入绍大统，武宗旧臣燕帖木儿不服，遂于泰定殂后迎立周王于漠北，迎立怀王于江陵。怀王先立，周王后至，岂肯让于兄，于是弑之于中途，而国乱者数世。使当初即立周王，何至于此。至铁木迭儿奸贪不法，已经言官列款弹劾，而犹碍于皇太后，不敢质问，遂贻英宗以奸党谋逆之祸，不得谓非仁宗贻谋不臧有以致之也。”[37]

- 清朝史学家曾廉《元书》的評價是：“论曰：元代科举之议久矣，至延祐而后行之，何其难乎？夫元代文学之盛，亦不须科举也。然儒风以振矣。天下啧啧以盛事归之。仁宗不亦宜乎？”[38]

- 清末民初史学家屠寄《蒙兀儿史记》的評價是：“汗事兴圣太后。终身不违颜色，手勘内难，迎奉海山汗，退处东宫，不矜不伐，及海山汗升遐，哀恸不已。居丧再逾月，而后践阼。其孝友盖天性也。通达儒术，妙悟释典，尝曰：‘明心见性，佛教为深；修身治国，儒道为切。’又曰：‘儒者可尚，以能维持三纲五常之道也。’居东宫日，即有志兴学，以铁穆耳汗朝建国子监未成，趋台臣奏毕其功。既即位，一再增广国子生额，行科举取士之法。又尝遣使四方，旁求经籍。得秘笈，辄识以小玉印，命近侍掌之。承旨忽都鲁都儿迷失、刘赓进宋儒真德秀《大学衍义》，汗觉而善之，谓侍臣曰：‘治天下此一书足矣。’命翰林学士阿邻铁木儿并《贞观政要》皆译以国语，与图象《孝经》、《列女传》同刊印，以赐蒙兀、色目诸臣。平居服御，质素澹然，无欲不事游畋，不喜征伐，不崇货利，不受虚誉。待宗戚勋旧始终以礼，太官进膳，必分赐贵近；有司奏大辟，每惨恻移时。尝谓札鲁忽赤买闾曰：‘札鲁忽赤，人命所系，其详阅狱辞，事无大小，必谋诸同寮，疑不能决，与省台臣集议以闻。’又顾谓侍臣曰：‘卿等以朕居帝位为安耶？朕惟太祖创业艰难，世祖混一不易，兢业守成，恒惧不能当天心，绳祖武，使万方百姓各得其所，朕念虑在兹，卿等固不知也。’其孜孜为治，一遵忽必烈汗成宪。 惟饮酒无度，或其短祚之由欤。”[39]

- 民国官修正史《新元史》柯劭忞的評價是：“仁宗孝慈恭俭，不迩声色，不殖货利。侍宗戚勋旧，始终以礼，大臣亲老，时加恩赍。有司奏大辟，辄恻怛移时，晋宁侯甲兄弟五人，俱坐法死，帝悯之，宥一人以养其父母。崇尚儒学，兴科举之法，得士为多，可谓元之令主矣。然受制母后，嬖幸之臣见权用事，虽稔知其恶，犹曲贷之。常问右丞相阿散曰：‘卿日行何事。’对曰：‘臣等奉行诏旨而已。’帝曰：‘祖宗遣训，朝廷大法，卿辈犹不遵守，况朕之诏旨乎。’其切责宰相如此。有君而无臣，惜哉！”[40]